# Estonská reprezentace v malém fotbale
Estonská reprezentace v malém fotbale reprezentuje Estonsko na mezinárodních akcích v malé kopané, jako je mistrovství Evropy.

## Historie
Estonská reprezentace se mezinárodních turnajů zúčastnila pouze jednou, a to mistrovství Evropy roku 2016. V základní skupině C se postupně střetla s Polskem, Ruskem a Itálií, přičemž pouze s Itálií vítězně.

## Výsledky

### Mistrovství Evropy
| Rok  | Místo konání   | Umístění                                        |
| ---- | -------------- | ----------------------------------------------- |
| 2016 | Székesfehérvár | 19.-25. místo                                   |
|      | Celkem         | Účast – 1× Zlato – 0×, Stříbro – 0×, Bronz – 0× |

## Zápasy na ME 2016
| 22. srpna 2016 17:00                         |       |          |                                     |
| Polsko                                       | 2 : 0 | Estonsko | EMF MINI EURO Arena, Székesfehérvár |
| Tomasz Golatowski 14' Bartłomiej Dębicki 16' |       |          | EMF MINI EURO Arena, Székesfehérvár |

| 23. srpna 2016 12:00                                              |       |                   |                                     |
| Rusko                                                             | 4 : 1 | Estonsko          | EMF MINI EURO Arena, Székesfehérvár |
| Aleksandr Kuksov 18' Sergey Faustov 28' Aleksei Medvěděv 38', 39' |       | Jevgeni Larin 25' | EMF MINI EURO Arena, Székesfehérvár |

| 25. srpna 2016 22:00 |       |                                                                    |                                     |
| Itálie               | 0 : 4 | Estonsko                                                           | EMF MINI EURO Arena, Székesfehérvár |
|                      |       | Vitali Leitan 2' Igor Ivanov 24' Maksim Babjak 32' Juri Amosov 39' | EMF MINI EURO Arena, Székesfehérvár |